# 丹阳第二八景
丹陽第二八景（韓語：단양제이팔경）大韓民国忠清北道東北部丹阳郡的8个风景名胜观光景点。

## 概要
丹陽第二八景是韓国忠清北道東北部丹陽郡的丹陽邑、大崗面、赤城面、魚上川面、佳谷面、永春面等存在的8个奇岩名勝旧跡,中心景勝地。
- 竹嶺瀑布
- 温達山城
- 錦繍山
- 日光窟
- 九峰八門
- 北壁
- 七星岩
- 橋内山

## 関連項目
- 八景
- 朝鮮八景
- 丹陽八景